# Argentina en los Juegos Olímpicos de Nagano 1998
Argentina participó en los Juegos Olímpicos de Nagano 1998, con una delegación de 2 atletas (1 hombre y 1 mujer) que compitieron en 2 deportes. La portadora de la bandera en la ceremonia de apertura fue la esquiadora Carola Calello.
El equipo olímpico argentino no obtuvo ninguna medalla en estos Juegos.

## Esquí alpino
Femenino
| Atleta         | Evento          | 1.ª manga  | 2.ª manga | Total     | Total     |
| Atleta         | Evento          | Tiempo     | Tiempo    | Tiempo    | Posición  |
| -------------- | --------------- | ---------- | --------- | --------- | --------- |
| Carola Calello | Descenso        | —          | —         | 1:36,71   | 34        |
| Carola Calello | Super gigante   | —          | —         | 1:25,08   | 41        |
| Carola Calello | Eslalon gigante | No terminó | No avanzó | No avanzó | No avanzó |
| Carola Calello | Eslalon         | 50,52      | 51,04     | 1:41,56   | 25        |

| Atleta         | Evento    | Descenso | Eslalon  | Eslalon  | Total   | Total    |
| Atleta         | Evento    | Tiempo   | Tiempo 1 | Tiempo 2 | Tiempo  | Posición |
| -------------- | --------- | -------- | -------- | -------- | ------- | -------- |
| Carola Calello | Combinado | 1:35,09  | 39,98    | 38,70    | 2:53,77 | 19       |

## Snowboard
Masculino
| Atleta        | Evento          | 1.ª manga | 2.ª manga | Total   | Total    |
| Atleta        | Evento          | Tiempo    | Tiempo    | Tiempo  | Posición |
| ------------- | --------------- | --------- | --------- | ------- | -------- |
| Mariano López | Eslalon gigante | 1:12,20   | 1:19,11   | 2:31,31 | 21       |